# パピルス (企業)
パピルス（英語: Papyrus、ロゴマークではPAPYRUS）は、かつて存在したアメリカ合衆国の文房具・グリーティングカードの卸売り企業である。カリフォルニア州ナパに本社を置いており、親会社はオハイオ州クリーブランドに本社を置くアメリカン・グリーティングスである。 
グリーティングカード、文房具、贈答品とその包装紙、その他の紙製品など、さまざまな製品を生産し、ターゲット、メイシーズ、ホールフーズ・マーケットを始めとする様々な小売店に商品を卸売りしている。 

## 製品
パピルスは、様々な文房具やグリーティングカードなど、種々の高級紙製品を卸売りしていた。パピルスブランドは、特に、ボタン・布・革・ファスナーなどの装飾をあしらった高級志向のグリーティングカードとして知られている。 

## 破産と閉店
2020年1月23日、パピルス親会社のSchurman Fine Paperは、デラウェア州裁判所に連邦倒産法第11章に基づく申立をした。翌日24日には、アメリカ合衆国とカナダの254店舗すべての閉店を発表した。閉店は、「過剰な出店、実店舗での買い物の低迷、リーマンショックから完全に立ち直れなかった」ことが引き金になったとCNNは報じた。 